# Złudna Baszta

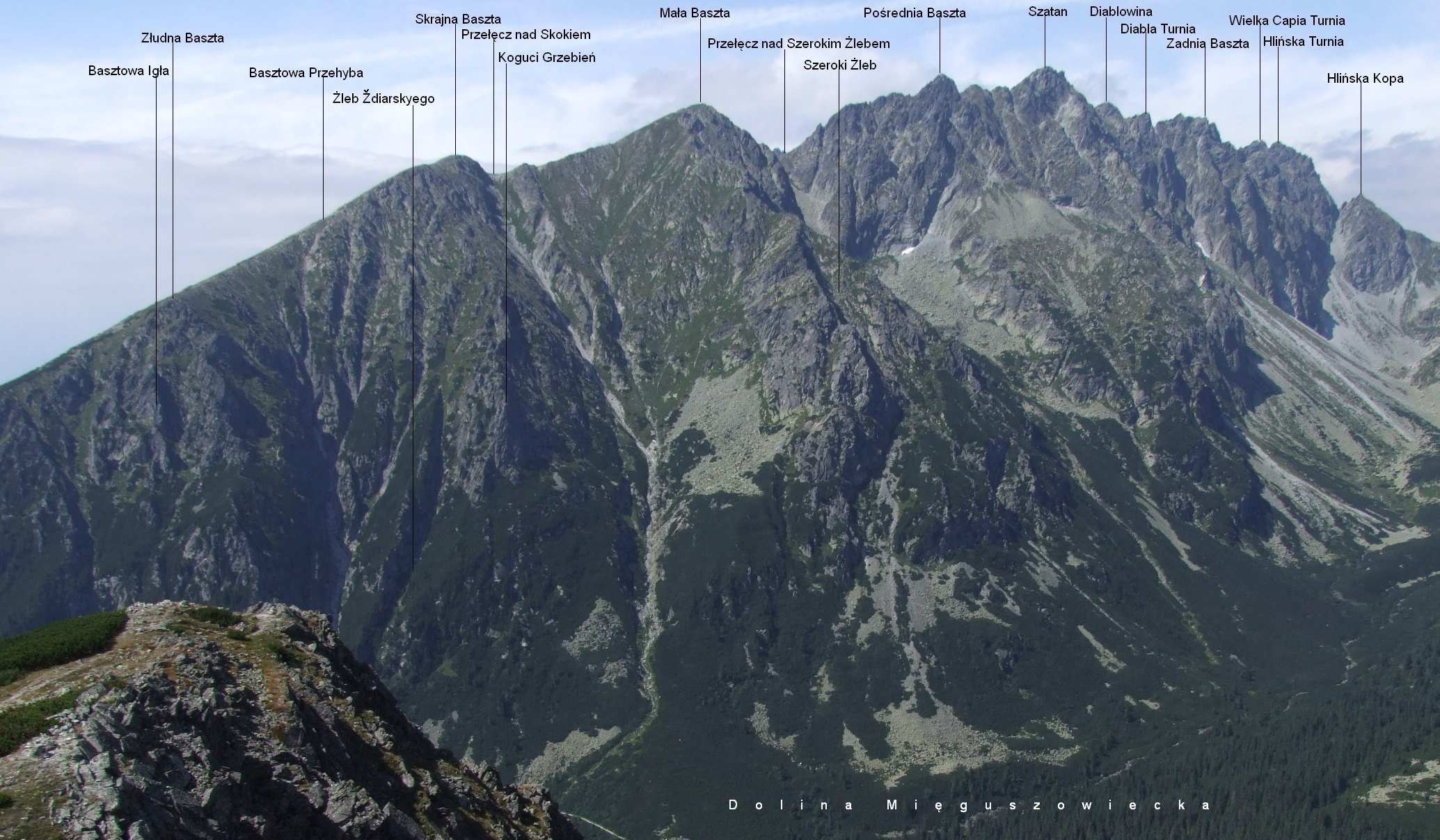
Widok z Osterwy

Złudna Baszta (słow. Plece Patrie) – wysunięta ku wschodowi skalista grzęda w masywie Skrajnej Baszty w Grani Baszt (Hrebeň bášt) w słowackich Tatrach Wysokich. Grań ta oddziela Dolinę Młynicką od Doliny Mieguszowieckiej. Z wielu miejsc w Dolinie Mięguszowieckiej Złudna Baszta sprawia wrażenie odrębnego szczytu, i stąd jej nazwa. W istocie jest to tylko wysunięta ku wschodowi część masywu Skrajnej Baszty bez wyraźnego punktu kulminacyjnego. Od Skrajnej Baszty oddzielona jest po wschodniej stronie wielką depresją opadającą z Basztowej Przehyby.
Z pseudo-wierzchołka (2007 m) opada ku wschodowi wybitne żebro, w którym są trzy uskoki. Najniższy z nich ma podstawę na wysokości około 1550 m w pobliżu Magistrali Tatrzańskiej i jest z niej widoczny. Składa się z pionowych ścianek porośniętych limbami i kosodrzewiną. W masywie Złudnej Baszty znajduje się także wybitna turnia Basztowa Igła.
Autorem polskiej nazwy tej formacji skalnej jest Władysław Cywiński, nazwę słowacką stworzył wcześniej Arno Puškáš.